# X-Men - Conflitto finale
X-Men - Conflitto finale (X-Men: The Last Stand) è un film del 2006 diretto da Brett Ratner.
Il film è il sequel del film X-Men 2 (2003), ed il terzo film della serie di film X-Men. Basato sull'omonimo gruppo di Marvel Comics, la trama del film è liberamente ispirata alla Saga di Fenice Nera (The Dark Phoenix Saga) di Chris Claremont e John Byrne e alla saga Talenti (Gifted) di Joss Whedon e John Cassaday.
Con un budget di 210 milioni di dollari, X-Men - Conflitto finale è una delle pellicole più costose mai realizzate. Il film è stato presentato fuori concorso al Festival di Cannes 2006.

## Trama
Vent'anni prima degli eventi del film, Charles Xavier e Erik Lehnsherr offrono il loro aiuto all'undicenne Jean Grey, una giovane mutante dai poteri potenzialmente illimitati che corre il rischio di essere sopraffatta da essi. Dieci anni dopo, Warren Worthington scopre che suo figlio Warren Worthington III è un mutante dotato di ali che si è tagliato per nascondere il suo segreto, più  avanti Warren si nominerà Angelo.
Nel presente vediamo Wolverine e Tempesta, affrontare quella che si scopre essere una simulazione virtuale nella "Stanza del Pericolo" al fine di addestrare alcuni mutanti più giovani pronti a entrare nella squadra degli X-Men. Poco dopo il Segretario del Dipartimento degli Affari Mutanti, Hank McCoy, si reca da Xavier comunicandogli una notizia allarmante. In collaborazione con il governo degli USA, la società farmaceutica di Warren Worthington, ha elaborato quella che sembra una cura definitiva per il gene mutante, cosa che Warren ha sempre cercato di ottenere da quando ha scoperto la mutazione del figlio. Alcuni mutanti vedono il loro potere come una maledizione e decidono di sottoporsi alla cura volontariamente; tra questi vi è anche Rogue che decide di sbarazzarsi dei suoi poteri per poter avere una vita normale e rompe la sua relazione con Bobby, il quale stringe nel frattempo un forte legame con la sua coetanea Kitty Pryde. Warren che nel frattempo ha rigenerato le ali, fugge dal padre e dai suoi scienziati avendo accettato la sua natura.
Magneto, invece, percepisce la cura come mezzo per un possibile sterminio della razza mutante e decide così di reclutare un esercito per uccidere coloro che vogliono usarla sui mutanti: alle sue file si uniscono i mutanti Omega guidati da Callisto tra i quali Arclight, Ash, Psylocke, Quill e Spike. Intanto Hank scopre che il siero è ricavato dal DNA di Jimmy, un ragazzino mutante con l'abilità di annullare i poteri di qualunque suo simile gli si avvicini, informazione percepita anche da Mystica che è stata catturata dall'FBI. Durante il trasporto di quest'ultima in un carcere federale, Magneto assalta il convoglio con l'aiuto di Pyro, per salvare la sua vecchia alleata. L'azione riesce e Raven viene liberata assieme ad altri due mutanti: l'Uomo Multiplo e il Fenomeno, tuttavia una guardia dotata di una pistola caricata con cartucce di siero anti-mutante colpisce Mystica, togliendole i poteri. Magneto quindi, seppur riluttante, la abbandona dal momento che ella non è più una della sua specie.
Scott Summers, ancora disperato per la morte di Jean Grey, sente delle voci nella sua testa che lo conducono ad Alkali Lake, dove incontra proprio una rediviva Jean. I due si riabbracciano e la mutante chiede a Scott di guardarla negli occhi senza indossare gli occhiali protettivi; Ciclope acconsente, ma qualcosa nella sua amata è cambiato e viene ucciso dai suoi poteri, ormai amplificati e dei quali non ha controllo. Logan e Tempesta, giunti sul luogo, trovano Jean priva di conoscenza e gli occhiali di Scott. Dopo averla trasportata e messa in osservazione alla scuola, il Professor Xavier spiega che Jean è una delle mutanti più potenti della Terra e che nel corso degli anni ha però sviluppato un alter ego chiamato, durante le loro sedute di ipnosi, "Fenice", una forza malvagia di puro istinto. Xavier per evitare che la Fenice si manifestasse nel pieno della sua forza, applicò in Jean delle barriere psichiche in modo da confinarla. Dopo l'incidente alla diga, essa si è totalmente liberata.
Jean riprende conoscenza e apprende che la Fenice, avendo preso il sopravvento, ha ucciso Scott, così Jean implora Wolverine di ucciderla prima che perda il controllo e uccida altri innocenti.
Malauguratamente la Fenice riprende il sopravvento, aggredendo Wolverine per poi darsi alla fuga.
Appresa la notizia, Xavier, Tempesta e Wolverine si recano a casa di Jean dove incontrano anche Magneto e i suoi alleati. Mentre Logan e Ororo rimangono impegnati in una lotta contro Callisto e Fenomeno, Charles e Erik provano entrambi a far rinsavire Jean, ma dopo un furioso litigio, la donna uccide Xavier, davanti agli occhi di Logan arrivato sul posto, e si unisce alla Confraternita di Magneto. Successivamente però, in un breve momento in cui è tornata sé stessa, Jean manda un messaggio a Wolverine che raggiunge la base nei boschi di Magneto dove apprende il suo piano. L'FBI tenta di catturare Lehnsherr usando le informazioni rivelate da una redenta Raven, ma alla sua base trovano solo duplicati di Magneto creati dall'Uomo Multiplo. Magneto quindi dirotta il Golden Gate Bridge verso l'isola di Alcatraz, dove si trova la compagnia farmaceutica produttrice del siero anti-mutante e la sua confraternita attacca l'edificio con l'intento di uccidere Jimmy. I soldati inizialmente sono in vantaggio conoscendo i poteri di Erik, non indossando indumenti o oggetti di metallo e usando armi di plastica caricate col siero, neutralizzano diversi mutanti, ma uno di essi con un'onda sonica distrugge le armi
Gli X-Men restanti, ovvero Wolverine, Tempesta, Uomo Ghiaccio, Bestia, Colosso e Shadowcat giungono quindi sul posto per fermarli. Durante la feroce battaglia Kitty riesce a salvare Jimmy da Fenomeno, che perde momentaneamente i poteri nella stanza del bambino,Bobby sconfigge il suo rivale Pyro e Tempesta riesce a neutralizzare Callisto mentre Warthington viene salvato da suo figlio ; Bestia invece riesce a iniettare il siero a Magneto facendogli perdere i poteri, grazie a un gioco di squadra. Al termine dello scontro sopraggiunge Fenice, che in preda a una furia cieca inizia a distruggere qualunque cosa intorno a lei con delle onde di energia. In un momentaneo attimo di lucidità, Jean implora Wolverine di aiutarla (di ucciderla): lui è il solo in grado di farlo, in quanto unico mutante dotato di poteri di auto-guarigione sufficientemente forti da permettergli di superare le onde di energia senza morire. Riluttante, Wolverine dichiara il suo amore a Jean e la uccide trapassandola con i suoi artigli. Con la morte di Jean tutto quello che la Fenice (il suo alter ego) aveva distrutto si ricompone; con il corpo della sua amata tra le braccia, Wolverine sfoga la sua rabbia urlando e piangendo.
Tempo dopo, la scuola è ancora attiva nonostante la scomparsa di Xavier, con Tempesta nel ruolo di preside e Logan come uno degli insegnanti. Intanto, Hank viene nominato ambasciatore dell'ONU come simbolo di pace tra umani e mutanti. Rogue torna alla X-Mansion e rende noto a Bobby di aver preso il siero, in modo da poterlo finalmente toccare senza fargli del male. Magneto, ormai privo di poteri, triste, solo e ormai pentito delle sue azioni, vestito come una persona qualunque sta giocando da solo a scacchi in un parco sentendo anche pesantemente la mancanza del suo migliore amico; quando prova a muovere un pezzo con l'imposizione delle mani questo si muove debolmente, rivelando che la cura non era permanente.
In una scena dopo i titoli di coda, la dottoressa MacTaggert esamina un paziente in stato di coma; si tratta del fratello gemello di Xavier, nato cerebralmente morto, visibile anche a inizio film, durante la lezione tenuta dal Professore. Improvvisamente l'uomo si sveglia e saluta Moira con la voce di Charles, rivelando che il mutante è riuscito a sopravvivere allo scontro con la Fenice, trasferendo la sua mente nel corpo del fratello.

## Personaggi

### Principali
- Hugh Jackman è Logan / Wolverine: burbero, ma eroico, possiede i sensi sviluppati e artigli di adamantio. Non ricorda il suo passato e fa parte degli X-Men.
- Halle Berry è Ororo Munroe / Tempesta: controlla le condizioni atmosferiche, è membro degli X-Men.
- Ian McKellen è Erik Lehnsherr / Magneto: leader della Confraternita dei mutanti malvagi e migliore amico di Xavier, controlla i metalli.
- Famke Janssen è Jean Grey / Fenice: ex membro degli X-Men resuscitata come entità potente.
  - Haley Ramm è Jean Grey da bambina.
- Patrick Stewart è il Professor Charles Xavier: potente telepate, fondatore degli X-Men e della scuola per mutanti.
- Kelsey Grammer è Hank McCoy / Bestia: segretario degli affari mutanti alla Casa Bianca, dottore ed ex membro degli X-Men. È agile e ha le sembianze di una bestia blu.
- James Marsden è Scott Summers / Ciclope: spara potenti raggi dagli occhi, è il leader in campo degli X-Men.
- Shawn Ashmore è Bobby Drake / Uomo Ghiaccio: membro degli X-Men. Può creare e controllare il ghiaccio, ha una relazione difficile con Rogue.
- Aaron Stanford è John Allerdyce / Pyro: ex membro degli X-Men ora alleato di Magneto, può controllare il fuoco.
- Vinnie Jones è Cain Marko / Fenomeno: alleato di Magneto, è invincibile. Nel film è un mutante a differenza del fumetto originale.
- Anna Paquin è Marie D'Ancanto / Rogue: assorbe poteri e linfa vitale della gente, è un membro degli X-Men. È fidanzata con l'Uomo Ghiaccio.
- Elliot Page è Kitty Pryde / Shadowcat: membro degli X-Men, può attraversare i muri.
- Rebecca Romijn è Raven Darkholme / Mystica: mutaforma, fidanzata e alleata di Magneto.
- Dania Ramírez è Callisto: alleata di Magneto, è superveloce e agile.
- Daniel Cudmore è Piotr "Peter" Rasputin / Colosso: può diventare di metallo, è un membro degli X-Men.
- Ben Foster è Warren Worthington III / Angelo: possiede delle ali, si unisce agli X-Men.
  - Cayden Boyd è Warren Worthington III / Angelo da bambino.
- Eric Dane è James Madrox / Uomo Multiplo: alleato di Magneto, può creare numerose copie di sé stesso.
- Michael Murphy è Warren Worthington II: il padre di Warren Worthington III, creatore della cura per sopprimere il gene mutante.
- Shohreh Aghdashloo è Kavita Rao: dottoressa al servizio di Warren Worthington II.
- Cameron Bright è Jimmy / Leech: un ragazzino il cui DNA è la base per della cura per sopprimere il gene mutante.
- Josef Sommer è il presidente USA: tollerante nei confronti dei mutanti.
- Bill Duke è Bolivar Trask: braccio destro del presidente USA.

### Minori
Nel film appaiono per alcuni istanti diversi mutanti e personaggi dell'universo Marvel:
- Moira MacTaggert (interpretata da Olivia Williams) appare in brevissime sequenze;
- Per la prima volta compare una Sentinella, nella scena ambientata nella Stanza del Pericolo (che a sua volta non era mai stata compresa in un film);
- Nel film è presente anche un gruppo di mutanti (solo vagamente ispirati alla loro controparte cartacea) che nel corso del film si unirà alla Confraternita dei mutanti malvagi: Psylocke (interpretata da Meiling Melançon), Quill - Kid Omega (Ken Leung) e Arclight (Omahyra Mota);
- Phat appare in chiesa, interpretato da Via Saleaumua e Richard Yee;
- Glob Herman appare durante lo scontro finale ed è interpretato da Clayton Watmough;
- Kea Wong riprende il ruolo di Jubilee che appare brevemente durante la lezione di Xavier;
- Siryn (interpretata da Shauna Kain) appare durante la lezione di Xavier.

#### Camei
- Il co-creatore del fumetto Stan Lee e lo sceneggiatore del fumetto Chris Claremont appaiono brevemente all'inizio del film;
- L'attore R. Lee Ermey è il sergente che dà le direttive nell'attacco a Magneto.

## Produzione
Bryan Singer, regista dei primi due film degli X-Men, decise di non tornare alla regia per dedicarsi a Superman Returns. Inizialmente fu contattato Matthew Vaughn, ma anche lui lasciò il progetto a causa di alcuni problemi personali e lavorativi, e venne sostituito da Brett Ratner. Le riprese si sono svolte dal 1º agosto al 23 dicembre 2005 tra Canada e Stati Uniti.
In questo terzo film non c'è la presenza del mutante Nightcrawler, che l'attore Alan Cumming non ha voluto impersonare di nuovo. Per Nightcrawler era inizialmente previsto un piccolo ruolo, ma proprio perché era troppo piccolo l'attore non ha ritenuto che valesse la pena fare lunghe ore di trucco per poche inquadrature. L'assenza di Nightcrawler viene comunque spiegata nel videogioco del film X-Men: Il gioco ufficiale.
Il trailer ufficiale del film è stato reso disponibile sul sito ufficiale del film a partire dal marzo del 2006. Il budget del terzo film è il più elevato della quadrilogia ed è stato di circa 210000000 $.

### Versioni mai realizzate
Inizialmente il regista avrebbe dovuto essere Bryan Singer, che lasciò il progetto a pre-produzione avviata per dedicarsi a Superman Returns. Singer aveva sviluppato una storia insieme agli sceneggiatori Michael Dougherty e Dan Harris:
(Michael Dougherty)
Anche il finale differiva notevolmente:
(Michael Dougherty)
Era previsto un ruolo più ampio per il personaggio di Ciclope:
(Michael Dougherty)
Nel marzo 2017, David Hayter, sceneggiatore e collaboratore di Bryan Singer, intervistato dall'Hollywood Reporter, ha avuto modo di parlare di alcuni dei dettagli che avrebbe incluso nel progetto per il terzo capitolo:
(David Hayter)
Nel film inoltre sarebbero apparsi dei personaggi completamente esclusi dalla versione di Brett Ratner:
Emma Frost (che doveva essere interpretata da Sigourney Weaver e che apparirà in X-Men le origini - Wolverine, interpretata da Tahyna Tozzi, e in X-Men - L'inizio, interpretata da January Jones), Gambit (che apparirà in X-Men le origini - Wolverine interpretato da Taylor Kitsch) e Dazzler (che comparirà in un cameo in X-Men - Dark Phoenix interpretata da Halston Sage).
Il personaggio di Nightcrawler era previsto con un ruolo minore, sempre interpretato da Alan Cumming, ma fu tagliato poche settimane prima dell'inizio delle riprese.
Prima di Brett Ratner, a dirigere la pellicola avrebbe dovuto essere Matthew Vaughn che, poco prima dell'inizio delle riprese, uscì dal progetto. Alcuni anni dopo Vaughn dirigerà X-Men - L'inizio, concepito come prequel.

## Distribuzione

### Data di uscita
La pellicola è uscita in contemporanea nelle sale statunitensi e in quelle italiane il 26 maggio 2006.

### Divieti
Il film è stato vietato ai minori di 13 anni per "violenza, riferimenti sessuali, linguaggio volgare e azione shi-fi".

### Edizioni home video
Il film è uscito in DVD per il mercato italiano il 9 novembre 2006, in edizione disco singolo e disco doppio, quest'ultimo con più di 3 ore di contenuti extra. A marzo 2007 è stata messa sul mercato la versione ad alta definizione Blu-ray Disc.

#### Finale alternativo
Nell'edizione in DVD sono presenti, oltre alle scene eliminate, anche un finale alternativo, in cui Bestia non va a lavorare all'ONU, ma diventa insegnante della scuola; Logan invece, tormentato dai sensi di colpa per aver ucciso Jean, decide di tornare a essere un uomo solitario, lascia la scuola e ritorna nell'Alberta, la sua terra natale, dove si ferma a bere nello stesso bar in cui appare per la prima volta nel primo film.

## Accoglienza

### Incassi
Il film ha ottenuto un incasso pari a 234362462 $ in Nord America e 226072829 $ nel resto del mondo, di cui 7401192 $ in Italia, per un incasso totale di 460435291 $.

### Critica
Il film ha ricevuto recensioni miste da parte della critica cinematografica. Sull'aggregatore di recensioni Rotten Tomatoes ha una percentuale di gradimento del 57% con un voto medio di 5,90 su 10, basandosi su 241 recensioni, mentre il sito Metacritic attribuisce al film un punteggio di 58 su 100 basato su 38 recensioni.

## Riconoscimenti
- 2007 - Saturn Award
  - Candidatura per il miglior film di fantascienza
  - Candidatura per il miglior attore non protagonista a Kelsey Grammer
  - Candidatura per la miglior attrice non protagonista a Famke Janssen
  - Candidatura per i migliori costumi a Judianna Makovsky
  - Candidatura per i migliori effetti speciali a John Bruno, Eric Saindon, Craig Lyn e Michael Vezina
  - Candidatura per la miglior colonna sonora a John Powell
- 2006 - Black Movie Awards
  - Candidatura per la miglior attrice non protagonista a Halle Berry
- 2006 - Golden Schmoes Awards
  - Maggior delusione dell'anno
  - Candidatura per i migliori effetti speciali dell'anno
- 2006 - Golden Trailer Awards
  - Candidatura per il blockbuster estivo
- 2006 - Hollywood Film Award
  - Miglior trucco
- 2006 - Las Vegas Film Critics Society Awards
  - Migliori effetti speciali
- 2007 - Costume Designers Guild Awards
  - Candidatura per l'eccellenza in un film fantasy a Judianna Makovsky
- 2007 - Empire Awards
  - Candidatura per la migliore scena (La resa dei conti tra The Phoenix e il Professor X)
  - Candidatura per il miglior sci-fi/fantasy
- 2007 - International Film Music Critics Award
  - Candidatura per la miglior colonna sonora a John Powell
- 2007 - Irish Film and Television Award
  - Candidatura per il miglior attore internazionale a Ian McKellen
- 2007 - Italian Online Movie Award
  - Candidatura per i migliori effetti speciali
- 2007 - Kids' Choice Awards
  - Candidatura per l'attrice cinematografica preferita a Halle Berry
- 2007 - People's Choice Awards
  - Candidatura per il film preferito
  - Candidatura per il film drammatico preferito
  - Candidatura per l'attrice preferita in un film d'azione a Halle Berry
- 2006 - Satellite Award
  - Miglior montaggio a Mark Helfrich, Mark Goldblatt e Julia Wong
  - Candidatura per la migliore fotografia a Dante Spinotti
  - Candidatura per i migliori effetti visivi a John Bruno
  - Candidatura per il miglior suono a Steve Maslow, Doug Hemphill, John A. Larsen e Rick Klein
- 2006 - Scream Award
  - Miglior trasposizione da fumetto a film
  - Candidatura per il miglior supereroe a Hugh Jackman
  - Candidatura per il miglior supereroe a Famke Janssen
  - Candidatura per il cattivo più vile a Ian McKellen
- 2006 - Teen Choice Awards
  - Candidatura per il miglior film d'azione/avventura
  - Candidatura per il miglior attore di film drammatico/azione/avventura a Hugh Jackman
  - Candidatura per la miglior attrice di film drammatico/azione/avventura a Halle Berry
  - Candidatura per il premio Rumble (Gli X-Men vs. Confraternita di Magneto)
  - Candidatura per il bacio preferito a Famke Janssen e Hugh Jackman
  - Candidatura per il miglior film estivo drammatico/azione/avventura
- 2006 - Stinkers Bad Movie Awards
  - Candidatura per l'accento falso femminile più noioso a Anna Paquin
- 2007 - World Stunt Awards
  - Candidatura per il miglior combattimento
  - Candidatura per il miglior stunt femminile assoluto
- 2007 - Young Artist Award
  - Candidatura per la miglior performance in un film - Giovane attore non protagonista a Cameron Bright